# Дитя Марії
«Дитя Марії», або «Богоданна доня Цариці Небесної» (нім. Marienkind) — німецька казка, що насамперед відома завдяки братам Грімм, які опублікували свою власну версію у збірці «Казки» (1812, том 1, казка 3). Згідно з класифікацією Аарне–Томпсона має номер 710.

## Сюжет
Бідний дроворуб і його дружина мали доньку, але не мали чим її годувати. Діва Марія з'явилася перед дроворубом і пообіцяла взяти під опіку його доньку. Дівчинка доростала щасливо на Небі. Одного дня Богородиця поїхала у далеку дорогу і вручила дівчинці ключик, але попередила, що вона може відчинити усі дванадцять дверей Царства Божого, але не тринадцяті. Дівчинка відчинила перші дванадцять дверей і зустріла там апостолів. Потім відчинила тринадцяті двері, за якими знаходилася Свята Трійця. Дівчинка торкнулася сяйва і палець її покрився золотом. Намагаючись усе приховати, дівчинка збрехала тричі, але Богородиця відкрила правду і сказала, що через свою брехню і непослух дівчинка більше не може залишатися на Небі.
Дівчинка заснула й обудилася у лісі, серед лісних хащів та нетрів. Оплакуючи своє нещастя, дівчинка жила у порожньому порохнявому дереві, їла корінці, лісові ягоди та горіхи. Помалу її одяг зносився і вона залишилась зовсім голою. Певного дня Король, який зустрів дівчину під час полювання, зачарувався її красою, і попри те, що вона нічого йому не могла відповісти, бо уста були у неї склеєні, забрав її до свого замку та одружився з нею.
Минув рік і королева народила сина. Богородиця з'явилася перед нею і забажала, щоб та визнала, що таки відчиняла ті двері. Дівчина знову збрехала і Богородиця забрала її сина з собою. Люди почали шептати, що королева вбила і з'їла своє власне дитя. Наступного року вона знову народила сина і все повторилася так, як раніше. На третій рік дівчина народила доньку і все повторилось, але цього разу Богородиця знову забрала дівчину на Небо і показала її синів, проте королева знову заперечила, що відмикала тринадцяті двері. Тим разом король не міг більше стримувати своїх радників, які засудили на смерть. Коли її прив'язали до товстої палі й підпалили, королева перед смертю захотіла покаятися і признатися, що відчиняла двері. Полив дощ і з хмар до неї зійшла Богородиця, яка повернула дітей і подарувала щастя на весь її довгий вік.